# فالينتين ليمنارو
فالينتين يونوت ليمنارو (بالرومانية: Valentin Lemnaru)‏ (24 يونيو 1984) لاعب كرة قدم روماني من دون نادي حاليا ويجيد اللعب في مركز المهاجم من 2016.

## السيرة الذاتية
بدأ ليمنارو اللعب في مركز حارس المرمى في عمر الثامنة في نادي مسقط رأسه فيكتوريا ليليو. عندما بلغ الرابعة عشر من العمر انتقل إلى نادي ستيودينتيسك بوخارست حيث قرر اللعب في مركز المهاجم لأن طوله كان قصيرا بالنسبة إلى حارس المرمى.
ترك ليمنارو ستيودينتيسك بوخارست من أجل الانضمام إلى نادي بوليتنيكا تيميشوارا في عام 2001. في عام 2003 رفض اللعب لصالح بوليتنيكا تيميشوارا بسبب التأخر في استلام رواتبه مما دعا مالك النادي كلاوديو زامبون إلى إيقافه عن اللعب لحوالي سنتين. خلال فترة الإيقاف عمل سائقا على خط بوخارست السريع. في عام 2005 بمساعدة من عمدة مدينة ليليو الذي قام بدفع قيمة فسخ العقد لزامبون عاد ليمنارو إلى نادي مسقط رأسه قبل الانتقال إلى نادي دوناريا كالاراشي.
في عام 2006 انضم ليمنارو إلى نادي دينامو بوخارست. لعب غاليا في الفريق الرديف باستثناء مشاركته في مباراة وحيدة مع الفريق الأول في موسم 2006-2007 عندما حقق النادي لقر الدرجة الأولى. في يناير 2009 انتقل بنظام الإعارة إلى نادي أسترا جورجو وفي وقت لاحق من تلك السنة انتقل إلى نادي الدرجة الثانية جامعة كلوج. استطاع تسجيل ستة عشر هدف خلال موسم ونصف مع جامعة كلوج وبعد صعود الفريق إلى الدرجة الأولى أعير إلى نادي باندوري.
بقي ليمنارو في باندوري حتى سبتمبر 2013 حيث سجل خمسة عشر هدف في واحد وسبعين مباراة. مع باندوري احتل المركز الثاني في جدول الترتيب لموسم 2012-2013 مما أهله للعب في الموسم التالي في بطولة الدوري الأوروبي 2013-2014.
عاد ليمنارو إلى جامعة كلوج حيث استطاع تسجيل ثلاثة عشر هدف في موسم 2013-2014. بفضل أهدافه الثلاثة عشر استطاع أن ينجي جامعة كلوج من الهبوط وفي نفس الوقت احتل المركز الثاني في لائحة هدافي الموسم. ظهرت إشاعات عن احتمال استدعاء ليمنارو للعب في صفوف منتخب رومانيا لكرة القدم أو منتخب مولدوفا لكرة القدم ولكنها كانت أخبار غير حقيقية.
في يوليو 2014 وقع ليمنارو على عقد يمتد لموسمين مع بطل الدوري نادي ستيوا بوخارست. لعب مباراته الأولى مع ستيوا بوخارست بطولة دوري أبطال أوروبا ضد فريق إف كي أكتوبي الكازاخستاني. وظلت هذه المباراة الوحيدة التي خاضها مع فريقه الجديد وفي سبتمبر 2014 عاد إلى جامعة كلوج حيث وقع على عقد يمتد لموسمين.
في موسم 2014-2015 لم تساعد أهداف ليمنارو الثلاثة في تجنيب جامعة كلوج الهبوط إلى الدرجة الثانية باحتلاله المركز الخامس عشر. في صيف 2015 قرر ليمنارو الانتقال إلى نادي بترولول بلويشتي تحت قيادة المدرب ميهاي ستويكيتا. تسجيله هدف وحيد في سبع مباريات واحتلال الفريق المركز الرابع عشر والأخير في قائمة الترتيب أدت إلى فسخ العقد.
في 29 يناير 2016 وقع ليمنارو مع نادي الرفاع الشرقي البحريني.

## الإنجازات

### دينامو 2 بوخارست
- دوري الدرجة الثالثة (1): 2007

### دينامو بوخارست
- دوري الدرجة الأولى (1): 2007

## روابط خارجية
- فالينتين ليمنارو على موقع قاعدة بيانات كرة القدم.إي يو (الإنجليزية)
- فالينتين ليمنارو على موقع Soccerway.com (الإنجليزية)
- فالينتين ليمنارو على موقع AS.com (الإسبانية)